# كينيث كارلسن (لاعب كرة قدم)
كينيث كارلسن (بالنرويجية البوكمول: Kenneth Karlsen)‏ (29 يونيو 1973 في النرويج - ) هو لاعب كرة قدم نرويجي في مركز الدفاع. لعب مع نادي سترومسغودست ونادي ميوندالن وويدزي لودز.

## وصلات خارجية
- كينيث كارلسن على موقع IMDb (الإنجليزية)

- كينيث كارلسن على موقع اتحاد النرويج (النرويجية)
- كينيث كارلسن على موقع قاعدة بيانات كرة القدم.إي يو (الإنجليزية)
- كينيث كارلسن على موقع Soccerway.com (الإنجليزية)
- كينيث كارلسن على موقع عالم كرة القدم.نت (الإنجليزية)